# Ludolf II van Steinfurt

Ludolf van Steinfurt (? - Steinfurt 1243), was heer van Steinfurt en heer van Bredevoort. Hij was de zoon van graaf Rudolf II van Steinfurt (†circa 1194) zijn moeder is onbekend.
Ook de naam van zijn vrouw is onbekend, zij kregen zover bekend zes kinderen:
- Ludolf III van Steinfurt circa 1210-circa 1265. Hij trouwde met Lysa van Bentheim, overleden na 1244. Zij was een dochter van Boudewijn I van Bentheim.
- Johannes van Steinfurt
- Boudewijn I van Steinfurt
- Bernhard van Steinfurt
- Rudolf van Steinfurt
- Frederik van Steinfurt

## Geschiedenis
Ludolf is omstreeks 1238 samen met graaf Herman van Lohn gedeeld eigenaar van het Kasteel Bredevoort. Samen lieten zij de burcht verder versterken en gebruikten daarvoor de stenen van het oude kasteel Lohn. Toen Otto III (van Rietberg), de bisschop van Münster en Everhard van der Mark Bredevoort in oktober 1303 wisten in te nemen, was zijn zoon diegene die de strijd voortzette tegen de bisschop, om Herman (verwant van de aartsbisschop) te wreken. Onaangekondigd sloten de domheren Wichbold van Lohn en Otto van Bentheim zich ook daarbij aan.